# Cladenia mocha
Cladenia mocha är en fjärilsart som beskrevs av Heinrich Benno Möschler 1880. Cladenia mocha ingår i släktet Cladenia och familjen nattflyn. Inga underarter finns listade i Catalogue of Life.